# ATLAS (Zollsoftware)
ATLAS (Automatisiertes Tarif- und Lokales Zoll-Abwicklungs-System, in älteren Publikationen und im Logo auch ATL@S geschrieben) ist ein elektronisches Fachverfahren bzw. eine sog. Zollsoftware der deutschen Zollverwaltung zur Automatisierung der Zollabwicklung und zur internen Vorgangsbearbeitung. Mit ATLAS werden ehemals schriftliche Dokumente der Zollabwicklung (z. B. Zollanmeldungen, Einfuhrabgabenbescheide) durch elektronische Nachrichten im EDIFACT- und XML-Format  ersetzt. So stellt die Zollverwaltung die in Artikel 6 UZK geforderten Voraussetzungen für die weitgehend automatisierte Abfertigung und Überwachung des grenzüberschreitenden Warenverkehrs zur Verfügung.
Die Anmeldedaten werden zentral gespeichert und können von den zuständigen Dienststellen der Zollverwaltung (z. B. Zollämtern, Hauptzollämtern, Zollfahndungsämtern) gelesen oder bearbeitet werden. ATLAS übermittelt die im Rahmen der Zollabfertigung notwendigen Daten an andere Mitgliedstaaten der EU (und CTC-Staaten), so dass die Kommunikation mit anderen Zollverwaltungen innerhalb der EU (und des Geltungsraumes des Versandübereinkommens) größtenteils elektronisch abgewickelt wird.
Es existieren mehrere Schnittstellen zu EDV-Verfahren anderer nationaler Behörden. Unter anderem werden die Daten für die Außenhandelsstatistik an das Statistische Bundesamt übermittelt und das Bundesamt für Wirtschaft und Ausfuhrkontrolle und die Bundesanstalt für Landwirtschaft und Ernährung mit Informationen versorgt.

## Umfang der Anwendung
ATLAS bildet fast alle Zollverfahren mit wirtschaftlicher Bedeutung ab. Das Verfahren der passiven Veredelung und die Verwendungsverfahren sind zurzeit noch nicht in ATLAS integriert. Die zollrechtliche Behandlung von Waren wird von der ersten Erfassung (z. B. Summarische Eingangsanmeldung, kurz „ESumA“/„ENS“) bis zur abschließenden Entscheidung durch den Zoll in ATLAS abgewickelt. Die nötigen Anmeldedaten werden durch den Anmelder selbst oder durch den Zoll erfasst. Entscheidungen des Zolls bis hin zum Steuerbescheid werden vorzugsweise als elektronische Nachricht an den Beteiligten versendet.

## Kommunikation zwischen Zoll und Beteiligten
Unternehmen können auf verschiedene Anbindungskonzepte zurückgreifen.
Die Möglichkeit, mit der sich die Bedürfnisse eines einzelnen Unternehmens am besten berücksichtigen lässt, ist die Anbindung über eine zusätzliche Software. Diese Möglichkeit ist für Unternehmen geeignet, die ein hohes Im-/Exportaufkommen haben. Umfangreichere Lösungen ermöglichen bereits eine Anbindung an vorgelagerte Prozesse und an die Buchhaltung des Unternehmens. Unternehmen benötigen für diese Variante als Voraussetzung eine EORI-Nummer (früher Zollnummer), eine für die Kommunikation mit der Zollverwaltung geprüfte Software und eine Beteiligten-Identifikationsnummer (BIN) als elektronischen Ersatz für die Unterschrift. Die BIN wird vom Informations- und Wissensmanagement Zoll (IWM Zoll) in Dresden vergeben.
Als weitere Möglichkeit kann die Kommunikation zwischen Unternehmen und Zoll über eine ASP-basierte Lösung zwischengeschalteter Dienstleister realisiert werden. Die Anbindung an ATLAS erfolgt über den Erwerb einer Nutzungslizenz zu einer internetbasierten Applikation. Es muss keine Software erworben und integriert werden. Diese Lösung ist für Unternehmen mit begrenzten finanziellen Ressourcen und überschaubarem Im-/Exportaufkommen interessant. Eine EORI-Nummer ist für Unternehmen auch bei dieser Möglichkeit erforderlich.
Den niedrigsten Anbindungsgrad für Unternehmen und Privatpersonen bietet die Internetzollanmeldung (Zollanmeldung über das Internet) für die Summarische Eingangsanmeldung, Einfuhr, Versand und Ausfuhr. Dabei werden Zollanmeldungen elektronisch mit einer ASP-Lösung des Zolls erfasst und übertragen. Für den Nutzer können weitere Voraussetzungen wie EORI-Nummer oder elektronische Zertifikate (z. B. ELSTER) erforderlich sein.

## Zuständigkeiten
Auftraggeber des Verfahrens ist das Bundesfinanzministerium, es hat Teilaufgaben wie Anforderungserstellung, Abnahmetests oder Teilnehmerverwaltung an seine nachgeordnete Generalzolldirektion übertragen. Entwickelt und betrieben wird ATLAS vom IT-Dienstleister der Bundesfinanzverwaltung, dem Informationstechnikzentrum Bund (ITZBund).

## Historische Entwicklung
ATLAS ist in mehreren Schritten realisiert worden. Zu den ersten Schritten gehörte Ende der 1990er-Jahre die elektronische Umsetzung des Zolltarifs. Danach wurde zuerst das Verfahren zur Überführung in den freien Verkehr umgesetzt, es folgten das Versandverfahren und die Ausfuhr. Heute umfasst ATLAS auch die Zollverfahren Zolllager und Aktive Veredelung. Durch die Einführung neuer Teile von ATLAS wurden jeweils die bisherigen papiergebundenen Abläufe weitgehend abgelöst.
Für die Verfahren ATLAS-Ausfuhr und Versand (NCTS) besteht eine EU-weit einheitliche Lösung, die eine intensive Zusammenarbeit der jeweiligen Zollverwaltungen ermöglicht und es Wirtschaftsbeteiligten gestattet, in jedem Mitgliedstaat der EU unter ähnlichen Bedingungen abzufertigen.